# كركي أمريكي
كركي أمريكي أو الكركي الهتّاف (الاسم العلمي:Grus americana) (بالإنجليزية: Whooping Crane)‏ هو نوع من الطيور يتبع جنس الكركي من الفصيلة الكركية.